# Cacalchén
Esta página se refiere a una localidad. Para el municipio homónimo véase Cacalchén (municipio).
Cacalchén es una población del Estado de Yucatán, en México, cabecera del municipio homónimo.

## Toponimia
El nombre del municipio. Cacalchén, de origen maya, significa literalmente Lugar del pozo de dos gargantas. Deriva de los vocablos ka'a, que significa dos; kaal, cuello, garganta y, finalmente, ch'e'en, que quiere decir pozo.

## Galería

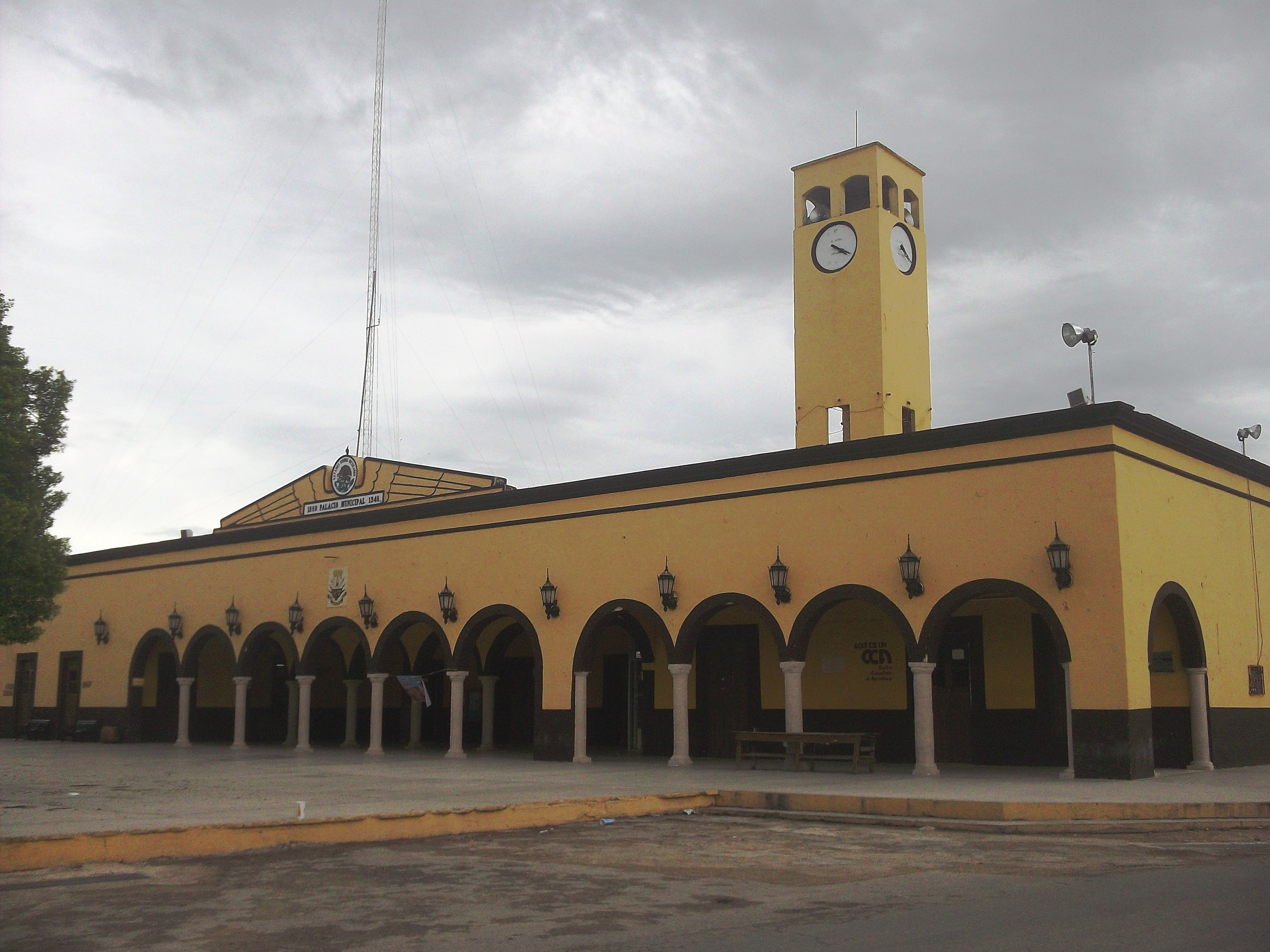
Palacio municipal de Cacalchén.
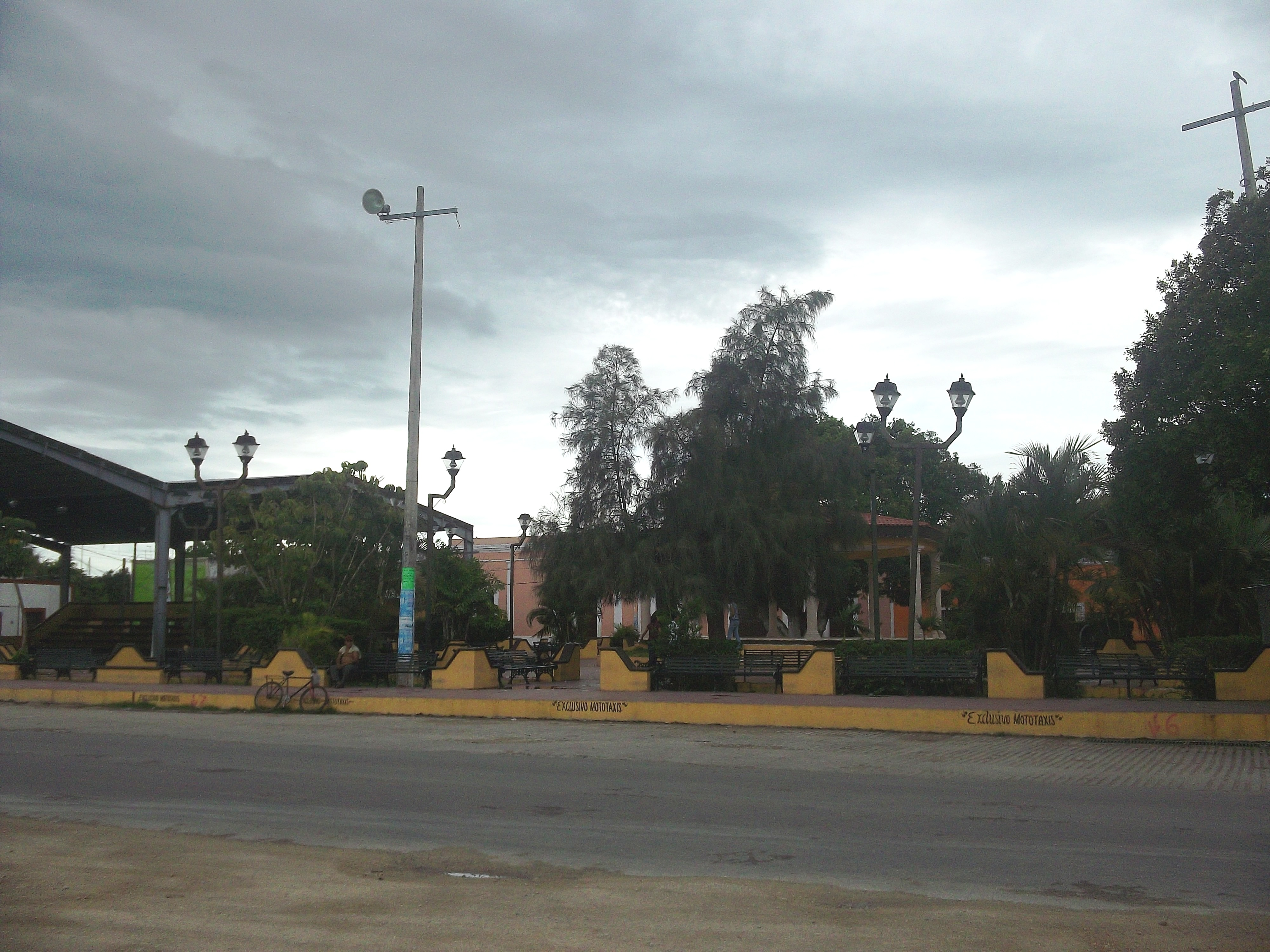
Parque principal de Cacalchén.
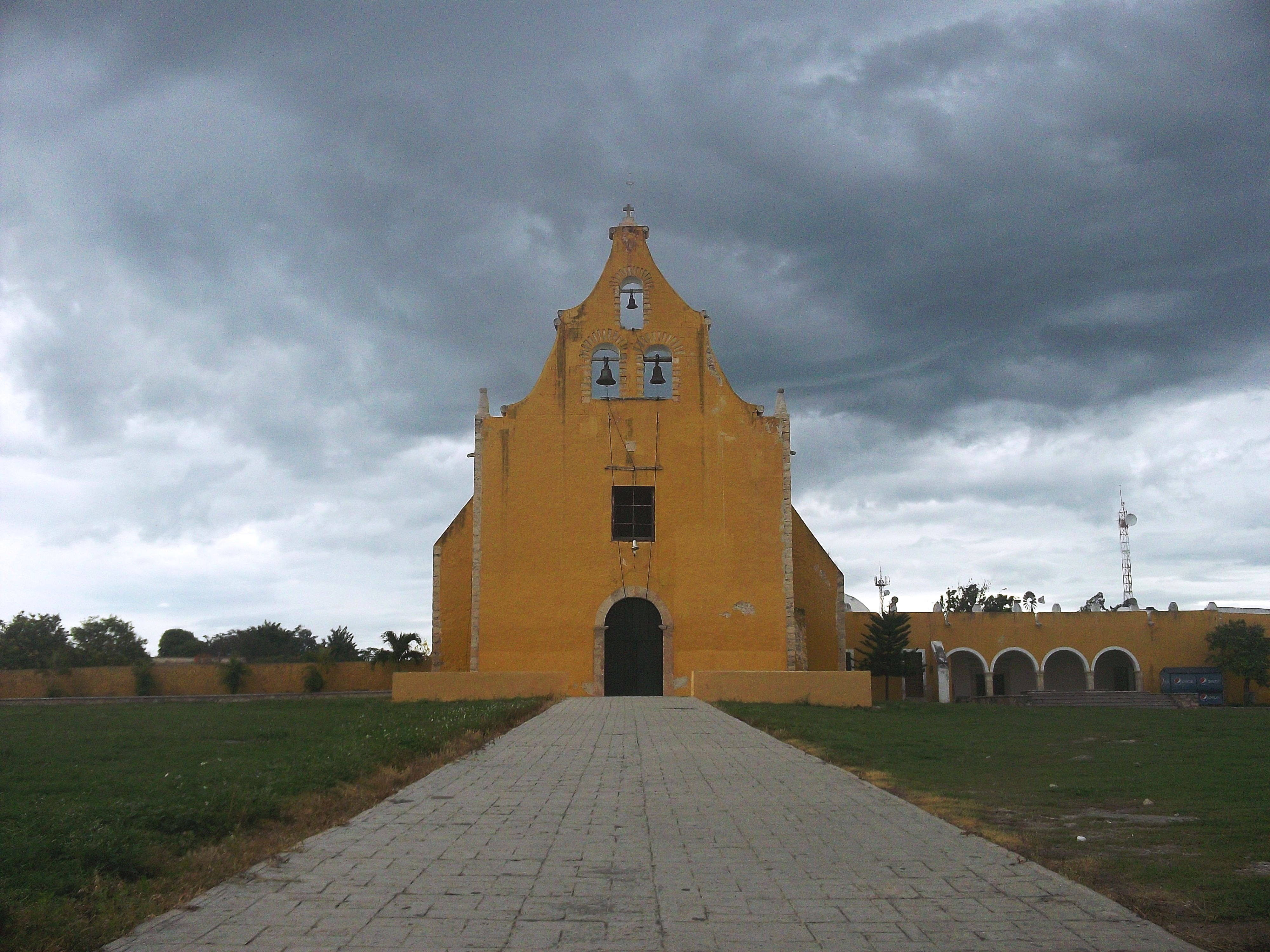
Iglesia principal de Cacalchén.
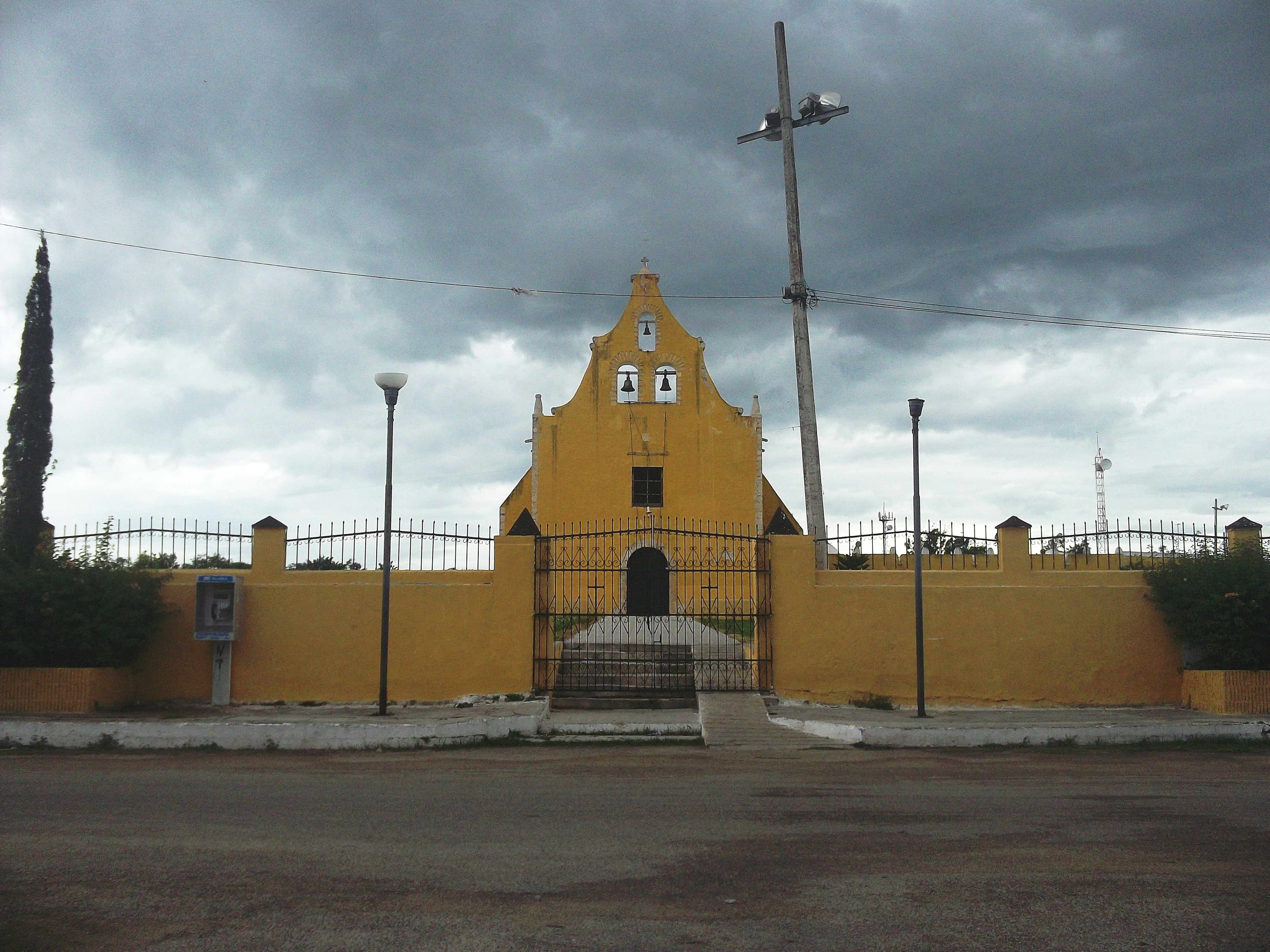
Iglesia principal de Cacalchén.
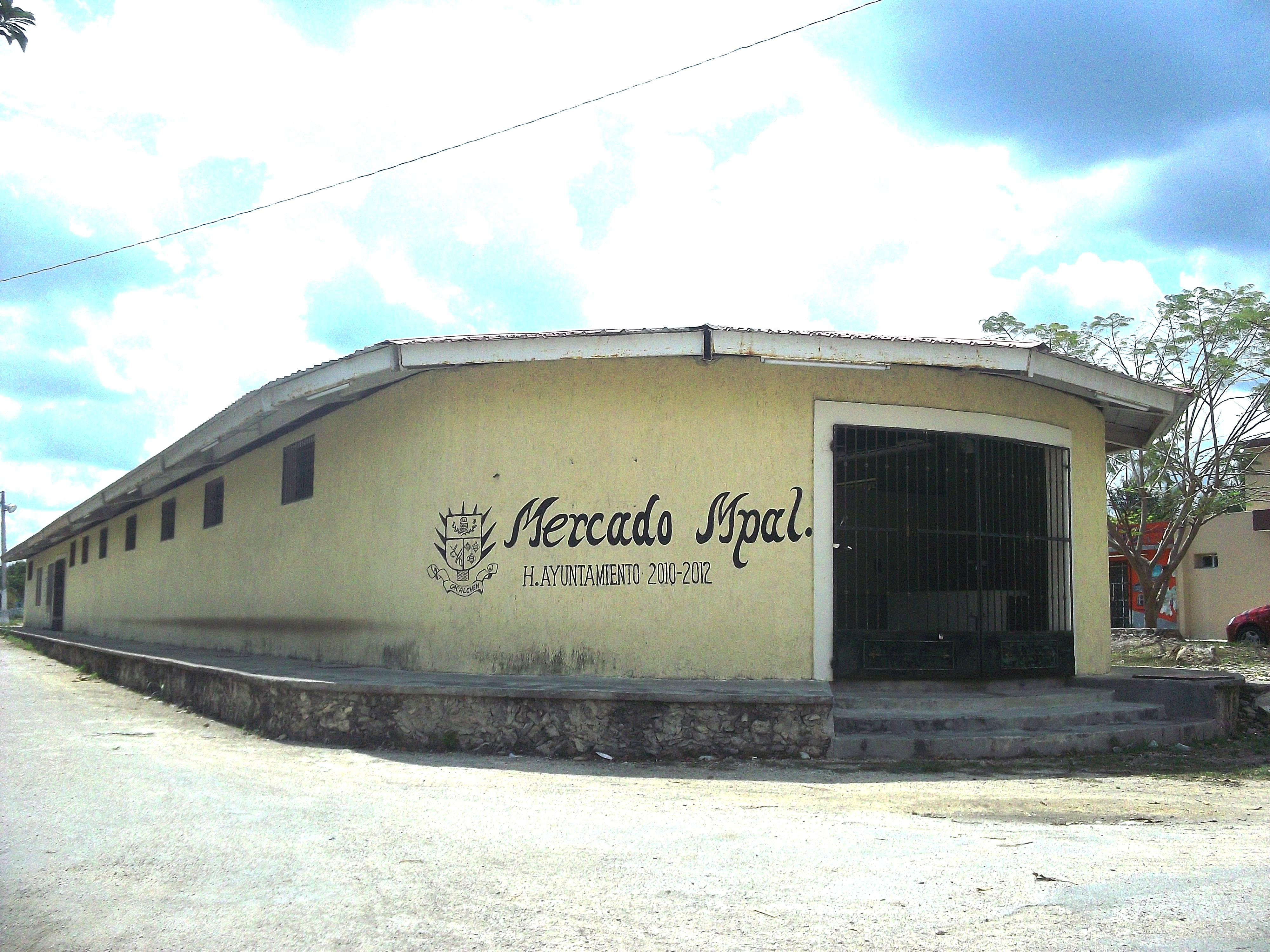
Mercado municipal.